# جون ريان (عسكري أيرلندي)
جون ريان (بالإنجليزية: John Ryan)‏ هو عسكري أيرلندي، ولد في 1823 في كيلكيني في جمهورية أيرلندا، وتوفي في 4 مارس 1858 في كانبور في الهند.